# Bug chasing
Bug chasing (ang. polowanie na robaka) – zachowanie seksualne, polegające na wyszukiwaniu osób zakażonych HIV (nazywanych w slangu giftgivers – „dawcy daru”) i świadomym odbywaniu z nimi stosunków seksualnych w celu zakażenia własnego organizmu.
Osoby uprawiające bug chasing traktują możliwość zakażenia jako fetysz seksualny.
Według badań profesora Zbigniewa Izdebskiego dla prawie 4% Polaków możliwość zakażenia się wirusem HIV podczas stosunku jest powodem zwiększonego podniecenia seksualnego.